# 香港中文大學學生會
22°25′06″N 114°12′19″E / 22.418213°N 114.205346°E
香港中文大學學生會（英語：Student Union of The Chinese University of Hong Kong），是曾於香港中文大學運作的學生會。根據《香港中文大學學生會會章》，其宗旨為「本民主自治精神，為團結各同學，促進德、智、體、群、美之發展，謀求福利之增進，溝通同學與校方之關係，以及服務社會」。
中大學生會是香港八大院校學生會中，惟一一個仍根據其大學條例設立的大學學生會。有別於其餘大學的學生會自行向警務處進行社團註冊。在法律上，中大學生會是中文大學的一部分，而非獨立法人。
2021年10月7日，中大學生會於其 Facebook 專頁宣布，考量學生最大利益下，決定解散學生會，代表會所有代表請辭，惟相關解散宣告及後於2021年11月7日被中大學生會司法委員會推翻。

## 組織
雖然根據會章中大學生會是由中大各成員書院學生會所組成，然而事實上中大學生會與書院學生會是基於《香港中文大學條例》章程的不同條文成立。換句話說，中大學生會與各書院學生會在法律上互不隷屬，亦非所謂聯邦制。
香港中文大學學生會由各成員書院學生會組成，並由以下組職負責一切會務，包括︰全民大會、聯席會議、代表會、司法委員會、幹事會、中大學生報出版委員會（又稱報社）、校園電台編輯委員會。中大學生會的組織架構受《香港中文大學學生會會章》所規範。學生會的職能行使有以下的方式：
學生會的最高決議為全民投票，為全體基本會員施行其選舉、創制、罷免之唯一程序。
根據學生會會章，學生會亦設有兩個非常設機構，其一為全民大會，由全體基本會員組成，除全民投票之外的最高權力機構。但由於召開會議所需要出席的法定人數為全體基本會員十分之一，以現時中大學生的人數，即表示需要約一千六百人或以上出席才能召開。故此門檻之高，使全民大會極少召開。
另一非常設機構為聯席會議﹕由代表會、幹事會、報社及校園電台的成員組成，一般而言人數約為四十人，是地位僅次於全民大會及全民投票之外的最高權力機構。

### 常設機構
- 代表會﹕中大學生會的最高立法、監察及民意代表機構。成員由各成員書院學生會依書院人數選出代表二至四人，各書院學生會會長及代表會或監議會主席組成。
- 司法委員會：中大學生會最高司法機構，獨立於代表會及幹事會運作，由經遴選小組提名、代表會確認、會長委任的司法委員組成，下設原訟庭和上訴庭。於2017年成立。
- 幹事會﹕中大學生會最高行政機構，對外代表香港中文大學學生會，並向代表會和全體基本會員負責。
- 中大學生報出版委員會﹕負責編輯和出版《中大學生報》，向代表會和全體基本會員負責。須反映同學意見、學校政策及報導學生活動。
- 校園電台編輯委員會﹕負責製作電台節目，向代表會和全體基本會員負責。須反映同學意見、學校政策及報導學生活動、爭取無線電廣播牌照。於1999年正式成立。

## 成立背景
香港中文大學在1963年成立時，三間成員書院有各自的學生會。經校方與學生多年討論後，大學董事會始在1970年10月15日正式通過《中文大學學生會會章》並成立臨時代表會，至1971年3月第一屆香港中文大學學生會（簡稱「一中」）的幹事會及代表會正式上任。沙田全校全日制本科生均是中大學生會的基本會員（而在2015年會章修訂後，香港中文大學（深圳）首屆本科生不會成為基本會員）。
第一屆幹事會由崇基學院、新亞書院及聯合書院各派一代表組成，之後每屆幹事會有幹事10-15人，學生會幹事會幹事必須來自不少於三分之二之成員書院，由全校本科生普選產生。

## 香港中文大學學生會會歌
《香港中文大學學生會會歌》由黃永熙作曲，林以亮（宋淇）作詞。
2017年，中大學生會代表會成立《廣東話會歌、會章專責委員會》，為「香港中文大學學生會會歌」填寫粵語版歌詞使會歌更有香港文化。委員會舉辦一填詞比賽，結果由吳浩然及楊卓賓之作品勝出，其後經代表會通過正式成為「香港中文大學學生會會歌」，粵語版由黃永熙作曲，吳浩然及楊卓賓作詞。

## 學生會活動
會章聲明中大學生會致力「謀求福利之增進，溝通同學與校方之關係」。同學福利方面基本上則有隨每年例行舉辦的「藝墟」活動及維持「福利品部」的運作。

### 社會及校政參與

#### 大學四改三
1988年，政府推行教育統籌委員會《第三號報告書》的建議，中文大學由原來美式四年制大學改為英式的三年制。為了捍衞中大四年制的理想，中大學生會於同年12月號召了3000多名師生在校園中部百萬大道上罷課，反對政府強迫中大推行三年制。之後，中大學生會還持續組織同學到立法局門外示威。

#### 八九民運
1989年，中大學生會率先聲援北京的學運，發起籌款。5月時，中大學生會舉辦了五四大遊行，由中大烽火（百萬大道上的一個高台，學生活動常常在這裡舉行）出發，一直遊行至中環。之後，中大學生會派出多名代表上京，把籌得的60多萬港元的善款交給當時物資短缺的北京學生，讓他們得以留守廣場。中大代表還在廣場擔任多項工作，支持民運。六四事件後，中大學生會還協助大量內地民運人士逃離中國。當中，天安門廣場總指揮柴玲也曾獲中大學生會協助，經中大逃住國外。其後，中大學生會還用當年所籌得的款項成立中國民運基金，推動民主運動。此基金運作至今。

#### 校長遴選
1996年11月7日，李國章上任中文大學校長。學生會抗議校方在不公開的情況下遴選校長，批評校方黑箱作業，以及李國章身兼特區籌委的身份。在校長就職典禮完結後，學生及記者與保安人員發生衝突。

#### 削資事件
2004年2月，校方以政府削資為由，打算關閉和重整部份學系，受影響學系包括人類學系、宗教系、材料科學系、日本研究系等。有關消息在2003年年底經傳媒向外公佈，校方計畫在2004年2月的教務會會議上通過方案。事件引起同學不滿，中大學生會組織受影響學系同學，要求校方諮詢同學，重新考慮該方案。校長金耀基在學生壓力下在烽火台會見師生。會上，金耀基不斷重覆校方的立場，引起在座同學不滿。結束時，學生代表欲向金耀基交上請願信和簽名，再次要求他延遲在教務會通過方案。金耀基不肯接受同學請願信，立即轉身並上車離開，不滿的學生追着金耀基，並大叫口號。有學生更攔著金的坐駕，阻止他離開。學生與校方人員發生推撞，有學生及保安人員跌倒地上，金耀基最後駕車離去。當晚之後，校方態度軟化，並應學生要求修改原先計劃，部份學系得以保留。

#### 哭中大事件

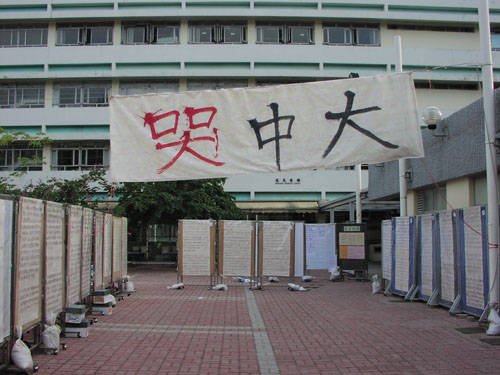
「哭中大事件」，中大學生會對校方的國際化計劃表達訴求

2005年發生哭中大事件。新上任校長劉遵義為推行國際化計劃，要求所有來年招收非本地生的學系，將所有核心課程全面轉為英語授課。學生會得悉校方政策後，隨即發表《哭中大──致中大師生的公開信》，指出在沒有額外資源的狀況下，這等同要求學系轉用英語教學，放棄中大一向以中文為主要授課語言的傳統。事件引起學生、教授、校友等多方反響，指責校方沒有諮詢、黑箱作業。在學生會的壓力下，校內各學系才展開對學生的諮詢。事件到2月24日校長會見同學的發展至高峰，席間有同學質疑校長違反中大條例，亦有歷史系同學要求校長下台。

#### 新民主女神像事件
2010年（八九民運二十一週年），中大學生會向校方申請於6月4日維園燭光晚會後把陳維明製作的新民主女神像和天安門屠殺浮雕放永久在中文大學校園，但被以時任校長劉遵義以政治中立理由拒絕。早前，香港警方曾沒收神像，入境處拒絕陳維明入境。一連串事件觸發社會各界聲討政府和大學高層。6月4日晚至5日凌晨，有市民到港鐵大學站外的空地目證女神像豎立，而親手為女神像拆件運送的正是中大學生會前幹事蔡耀昌及李耀基。。該廣場連同附近校巴落客站亦因而被學生稱為「民女」。該像於2021年12月24日被移除。

### 福利工作
中大學生會於范克廉樓地庫設有福利品部，設有影印服務、過膠服務、二手書寄賣服務及售賣各式各樣的文具的服務。福利品部有幹事會負責其營運，亦由福利幹事主持有關的工作安排。

## 爭議事件

### 代表會推翻會章修改公投
2007年中大學生會代表會計劃廢除會章所有條文並重新制憲，旨在適應中大設立新書院的改變。修訂包括加入英文為工作語言、新增按書院人數選派1至8名代表。根據當時會章規定，任何會章修訂須經三分之二代表會成員同意後，付諸全民投票並獲過半數才通過相關修訂。由於代表會通過付諸公投的會議只得八人出席，遠離全體代表會成員人數四十八人。縱然是次修章獲公投確認，卻引起極大爭議。換屆後，代表會指去屆代表會未有按章則處理修投事宜，召開全民大會推翻整個修章結果。

### 馬料水報事件
四十五中期間，中大學生會兩個法定校園媒體出缺。幹事會遂成立名為「中大學生會幹事會校園記者小組」，取代中大學生報及校園電台的校園媒體身份。大部份小組成員來自被取消參選資格的第四十五屆中大學生報編輯委員會候選內閣的成員。
二零一五年九月起，校園記者小組於網上發表文章。至同年十一月，更向代表會申請撥款用作發行印刷版常刊，性質與中大生學報雷同。由於同一時期，城大學生會正處理該會的校園媒體脫離幹事會架構的公投。而中大學生會卻在中此事在幹事會下設校園媒體，被批評為侵犯第四權及大倒退。最終事件一年後，中大代表會將校園記者小組定性為非法組織，並指馬料水報揶用中大學生會名義發佈信息。

### 校名被惡搞事件
在2019年6月，香港中文大學被網民在Google Map中惡搞，大學的中文名稱曾一度顯示為「香港暴徒中文大學」，目前已被修正。在2019年9月開學日，中大官方取消開學禮，由中大學生會自行舉辦。在開學禮中，香港中文大學學生會會長蘇浚鋒表示，中大在Google Map曾被網民惡搞成暴徒大學，表示欣然接受，並引以為榮。他認為，如果選擇對抗惡法、暴政，被冠以「暴徒」之名，會欣然接受「暴大」之名，並說會以「暴大」為榮。

### 朔夜內閣

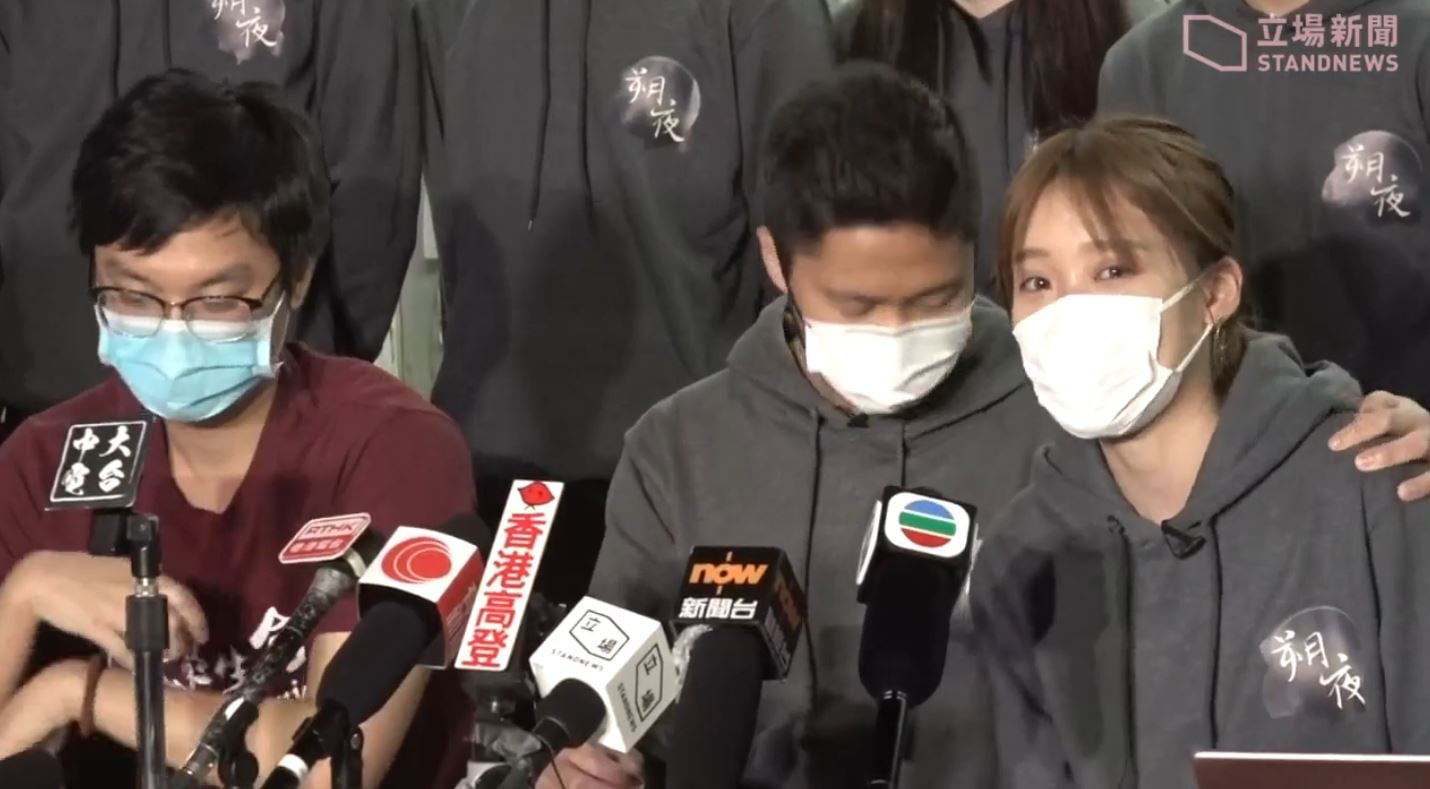
學生會在2021年2月26日凌晨12時緊急召開記者會交代詳情，副會長何思珩（右）發言時一度哽咽，表示在沒有錢下仍然會為同學服務

「朔夜」是2021年學生會幹事會選舉唯一候選內閣。其參選宣言批評中大向政權低頭，甚至主動獻媚，又提到與港人同行、弘揚本土文化、鞏固共同體意識。中大月初發聲明指，內閣最近發表的參選宣言及媒體訪問中，涉及對大學的失實指控及有可能違法的言論，又稱校方有權終止鼓吹違法言論及行動的員生或組織的職務，有需要時會尋求執法部門協助。「朔夜」發聲明反駁，斥校方企圖威脅中大員生噤聲。2月24日，「朔夜」以3,983票信任、41票不信任成功當選。
2021年3月1日，「朔夜」在履新當日宣布全體請辭，又指早前宣布撤回參選宣言及政綱等有關文件，並非向校方妥協，而是因為各成員收到滋擾電話及死亡恐嚇，以至不得不撤回文件。「朔夜」又認為背負了選民，難辭其咎，向所有中大學生及香港人致歉，並批評批評校方將紅線放在「朔夜」身上，往後的學生會幹事會不可能再關心時事及社會，幹事會已等同名存實亡。中大校方其後發表聲明回應，指「朔夜」在記者會上的言論失實，表示非常遺憾。稱校方從來沒有或意圖「威嚇」及「孤立」學生會幹事會或任何其他學生組織，亦從來沒有反對及阻礙任何學生關注時事及社會議題。並重申絕對尊重學術及言論自由，但必須理性，互相尊重及遵守法律。。

## 學生會會室
中大學生會幹事會設有自己的會室，以方便中大學生會幹事會幹事工作。其會室及福利品部設於香港中文大學本部范克廉樓地庫，於會室內設有會議室。代表會亦於范克廉樓304室有其所屬的辦公室；報社的辦公室設於范克廉樓三樓307室；校園電台的工作間已於2013年7月起遷進范克廉樓三樓301-303室（之前位於崇基學院李慧珍樓113及116室）。

## 歷屆成員

### 幹事會
| 屆期               | 閣名     | 會長    | 副會長  | 外務副會長 | 財政／財務秘書 | 秘書 ／內務秘書 | 外務秘書 | 福利幹事       | 其他幹事                                                                                                 |
| 一中 (1971-72)     | 羅周袁   | 羅祥國  | 周國紹  | 袁文輝     | -              | -               | -        | -              | |
| 二中 (1972-73)     | 林鄭甄   | 林賢生  | 鄭海泉  | 甄永榮     | 趙仲賢         | 劉觀清          | -        | 梁醒民         | (外交)黎廷瑤、(學術)鄺國明、(出版)廖淦標、(體育)楊雄添、(群育)齊禧慶、(總務)鄭緯祺                       |
| 三中 (1973-74)     | 雷李鄺   | 雷競旋  | 李偉端  | 鄺國明     | 鄭絳祺         | 夏淞            | -        | 梁醒民         | (外交)蕭智樂、(學術)丘萍芳、(出版)黎廷瑤、(群育)黃玉明、(總務)李家君                                     |
| 四中 (1974-75)     | 齊黃李   | 齊禧慶  | 黃玉明  | 李業富     | 吳少翔         | 馮慕潔          | -        | 張棪祥         | (外交)王惠芳、(學術)鄭碧泉、(出版)梁卓恩、(體育)戴希立、(群育)梁成銓、(總務)林展鸑                       |
| 五中 (1975-76)     | 楊陳戴   | 楊寶熙  | 陳明明  | 戴希立     | 杜麗英         | 莫美馨          | -        | 馮志偉         | (外交)區德榮、(學術)呂淑貞、(出版)黃鈿安、(體育)梁樹昌、(群育)陳耀紅、(總務)周鑑明                       |
| 六中 (1976-77)     | 李杜譚   | 李偉光  | 杜麗英  | 譚秉源     | 廖港民         | 馮志偉          | -        | 馬桂香         | (外交)張少明、(學術)李瑞蘭、(出版)羅雪艷、(體育)潘小嫻、(群育)陳作明、(總務)康橋民                       |
| 七中 (1977-78)     | 陳梁容   | 陳詠智  | 梁應安  | 容小明     | 林家慶         | 賴柏生          | -        | 黃季鏗         | (外交)唐淑梅、(學術)繆熾宏、(出版)潘瑞泰、(體育)阮偉忠、(群育)鄭新文、(總務)張日明                       |
| 八中 (1978-79)     | 黃張譚   | 黃志新  | 張天送  | 譚樹繁     | 朱鏡華         | 謝志培          | -        | 周萬通         | (外交)陳婉儀、(學術)黎麗璋、(出版)黎秀雲、(體育)高平龍、(群育)利麗明、(總務)袁子榮                       |
| 九中 (1979-80)     | 譚駱文   | 譚樹繁  | 駱泳金  | 文月晶     | 林昭寰         | 霍美璇          | -        | 楊華雄         | (外交)盧惠珠、(學術)李笑開、(出版)李偉民、(體育)溫伯強、(群育)陳婉貞、(總務)林偉中                       |
| 十中 (1980-81)     | 李盧黃   | 李偉民  | 盧惠珠  | 黃仁忠     | 林偉森         | 陳智文          | -        | 宋永華         | (外交)余奇里、(學術)陳瑞容、(出版)李炳恩、(體育)胡建良、(群育)方旻煐、(總務)譚廣雄                       |
| 十一中 (1981-82)   | 張區夏   | 張結鳳  | 區結成  | 夏錦威     | 黃志偉         | 何安達          | 陳健民   | 余漢基、余錦勝 | (外交)蘇翠芳、(體育)黃景盛、(群育)王維基、(總務)陳金棠、(社會)鄧添祥、(宣傳)陳活明                       |
| 十二中 (1982-83)   | 陳鄭梁   | 陳景祥  | 鄭惠蘭  | 梁發才     | 何小蒃         | 何愛琼          | 何德賢   | 馮本明、李思奇 | (外交)林道超、(體育)吳志成、(群育)梁佩雲、(總務)陳少華、(社會)趙榮輝、(宣傳)梁文英                       |
| 十三中 (1983-84)   | 羅方黃   | 羅永生  | 方旻煐  | 黃洪       | 庾建中         | 林綺梅          | 黃天成   | 梁彭、許美玲   | (外交)楊美娟、(體育)陳玉山、(群育)余成光、(總務)黃鼎新、(社會)劉嘉華、(宣傳)梁美芬、(國際事務秘書)梁兆昌 |
| 十四中 (1984-85)   | 吳許潘   | 吳仲生  | 許慕貞  | 潘永明     | 鄭建寧         | 黃杰良          | 陳志誠   | 楊允祥、溫華生 | (外交)陳奮揖、(體育)戴啟民、(群育)郭婉鳳、(總務)譚建偉、(社會)盧志強、(宣傳)楊錦柱、(國際事務秘書)呂國民 |
| 十五中 (1985-86)   | 楊展奇   | 楊允祥  | 胡建邦  | 吳蔚奇     | 周裴兒         | 王紫蘭          | 崔永年   | 蘇漢超         | (學術)林道群、(體育)曾子金、(群育)尹凰徽、(總務)黃德耀、(社會)黃傑雄、(宣傳)霍展楚、(國際事務秘書)阮大可 |
| 十六中 (1986-87)   | 曾憲冠   | 曾憲冠  | 蔡子強  | 翁振輝     | 梁裕輝         | 李惠萍          | 溫惠珍   | 吳百榮         | (學術)葉惠明、(群育)范傑揮、(總務)袁建國、(福利)蔡耀昌、(社會)杜維真、(宣傳)單志民、(國際事務秘書)劉啟光 |
| 十七中 (1987-88)   | 蔡子強   | 蔡子強  | 蔡耀昌∗ | 單志民     | 吳素雯         | 黎婉薇          | 梁仁傑   | 李志華、林耀強 | (學術)黃慧敏、(體育)林應寰、(群育)李佩珊、(總務)周偉東、(社會)江岸綠、(宣傳)張敏穎、(國際事務秘書)劉銘德 |
| 十八中 (1988-89)   | 單志民   | 單志民  | 江岸綠  | 林耀強     | 高紫萍         | 梁綺雯          | 梁景強   | 馬慧心         | (學術)鄭韻嫻、(體育)黃顯齊、(社會)區文生、(宣傳)文晶瑩                                                   |
| 十九中 (1989-90)   | 銘明莊   | 鄒崇銘  | 伍慧明  | 莊耀洸     | 黃首源         | 胡靜儀          | 陳秀美   | 黎佩貞         | (學術)梁志明、(社會)趙善衡、(宣傳)劉偉基                                                                 |
| 二十中 (1990-91)   | 苓雲驥   | 廖雪雲  | 馬驥    | 鄧健苓     | 李宗愿         | 周悅欣          | -        | 劉燕娜、盧漢煥 | (學術)蔣虹、(體育)阮勛、(群育)吳詠珠、(總務)郭慶輝、(社會)鍾沛權、(宣傳)沈飛峰、(國際事務秘書)蘇楊       |
| 廿一中 (1991-92)   | 驥閣     | 馬驥    | 盧漢煥  | 麥宏毅     | 陳靜儀         | 譚暉            | 高素嫻   | 王冰青、蕭靜坤 | (學術)張紫薇、(群育)劉燕、(總務)李立文、(社會)葉蔭聰、(宣傳)溫京蓉                                       |
| 廿二中 (1992-93)   | 昕然閣   | 黃昕然  | 王霖    | 陳靜儀     | 郭敏儀         | 趙志芹          | -        | 趙家頌、何景良 | (學術)陳帥夫、(群育)溫瑞心、(社會)盧思騁、(宣傳)梁小嫻                                                   |
| 廿三中 (1993-94)   | 達志雁   | 趙志芹  | 王雁行  | 蒙兆達∗    | -              | 梁小嫻          | 譚惠鵬   | -              | |
| 廿四中 (1994-95)   | 駿閣     | 譚駿賢  | 黃振豪  | 譚惠鵬     | 莊璟珉         | 盧珮琪          | 嚴潔心   | 黃嘉靈、李泳嘉 | (群育)陳淑儀、(總務)黎亮邦、(社會)陳曙峰、(宣傳)張捷祥、(國際事務秘書)劉蕊                               |
| 廿五中 (1995-96)   | (出缺)   | -       | -       | -          | -              | -               | -        | -              | |
| 廿六中 (1996-97)   | (出缺)   | -       | -       | -          | -              | -               | -        | -              | |
| 廿七中 (1997-98)   | 綠野仙縱 | 翁曉娟  | 陳諾爾  | 劉榮輝     | 張毅           | 葉岸菁          | 吳秀華   | 曾雪汶、黃俊傑 | (群育)楊海維、(總務)林皓明、(社會)唐文略、(宣傳)黃芷蘅                                                   |
| 廿八中 (1998-99)   | (出缺)   | -       | -       | -          | -              | -               | -        | -              | |
| 廿九中 (1999-2000) | 榦       | 梁柏能∗ | 丘梓勤  | 朱傑靈∗    | 黎家銘         | 蔡欣欣          | 陳榮芹   | 王慧雲         | (學術)鄭駿宇、(社會)黃芷君、(宣傳)蔡雪華                                                                 |
| 三十中 (2000-01)   | 7201     | 馮繼遠∗ | 馮家強∗ | 黃曉莊     | 黃志雄         | 許少英          | 宋昕穎∗  | 陳樂基         | (學術)殷子俊、(總務)李浩德、(社會)岑潮輝、(宣傳)蕭德健                                                   |
| 三十一中 (2001-02) | 百萬大道 | 許少英∗ | 廖世豪  | 關紹君     | 李峻嶸         | 區嘉忻          | 曾嶸∗    | 莊巧怡         | (學術)楊民光、(福利)、(福利)梅沛鈴、(社會)胡可智                                                         |
| 三十二中 (2002-03) | 鳳閣     | 張耀權  | 周峻任  | 洪沛銓     | 梁卓爾         | 吳文堅          | 丘梓蕙   | 莊巧怡         | (學術)李國樑、(社會)莫玉鳳、(宣傳)蔡鶴齡                                                                 |
| 三十三中 (2003-04) | 博聞     | 曾瑋衡∗ | 杜偉傑* | 鍾澤誠     | 歐陽浩基       | 羅沛欣          | 勞康言   | 彭嘉倩         | (學術)周峻任、(社會)黃漢邦、(宣傳)陳軒軒、(國際事務秘書)李宗鴻                                           |
| 三十四中 (2004-05) | 烽火台   | 李念恩  | 王紫芽  | 勞康言     | 陳振威         | 徐嘉穎          | 麥家欣   | -              | (學術)伍幸儀、(總務)劉逸安、(社會)胡浩堂                                                                 |
| 三十五中 (2005-06) | 立足     | 黃漢邦* | 鄭斌彬  | 麥志烈     | 江繼祖         | 吳嘉倫          | 陳守時   | -              | (體育)鄧倩雯、(群育)陳曉婷、(總務)盧善姿、(國際事務秘書)葉子盈                                           |
| 三十六中 (2006-07) | 劍閣     | 施城威  | 劉嘉麟  | 李耀基∗    | 梅育華         | 周漢杰          | 麥志烈   | 趙福基         | (學術)陳麗妍、(群育)陳紹銘、(社會)陳紹銘、(宣傳)謝子英、(國際事務秘書)陳麗妍                             |
| 三十七中 (2007-08) | 先風     | 黃永志∗ | 吳銘基∞ | 葉銳偉     | 黃椿鵬         |                 | 顏晴曦   | 馮潤和         | (學術)莊堯明、(社會)周漢杰、(總務)黃承鏗                                                                 |
| 三十八中 (2008-09) | 大學道   | 林嘉嘉  | 劉明蕙  | 周澄∗      | 關智銘∞        | 區諾軒          | 朱家昌   | 鄧仲堯         | (學術)李敏剛、(社會)伍學持、(宣傳)劉家文                                                                 |
| 三十九中 (2009-10) | 廣翔     | 林朝暉∗ | 朱嘉傑  | 范長豐∗    | 鄧健平∗        | 郭健鵬          | 趙彥婷   | 李敏剛         | (學術)梁健尉、(社會)歐陽思敬、(宣傳)鄧耔彥                                                               |
| 四十中 (2010-11)   | 不惑     | 黎恩灝  | 巢景峯  | 陳倩瑩∗    | 蔡琬怡         | 歐陽思敬        | 文己翎   | 梁棟維         | (常務)李晶瑩、王海平∞、潘柏林、趙彥婷、郭潤山                                                            |
| 四十一中 (2011-12) | 同行     | 秦晞輝  | 葉寬柔  | 黎銘澤∗    | 岑崇尚         | 賴嘉裕          | 黃凱婷   | 張展瑋         | (常務)李晶瑩、彭梽樃、林兆彬∗                                                                            |
| 四十二中 (2012-13) | 覓       | 楊政賢∗ | 陳靖怡  | 顏武周     | 吳碩軒         | 陳柏泉          | 陳藝強∞  | 馮佩珊         | (常務)陳浚豪、林少傑∗、尤思聰∗                                                                           |
| 四十三中 (2013-14) | 庭燎     | 鍾耀華∗ | 關偉雄  | 岑敖暉∗    | 李軒朗∞*       | 曾潔盈          | 周方圓   | 鄺欣然         | (常務)江學智∞、邱家穎、陳倩怡、黃妙賢、趙家輝∗、劉俊康、(非常務)陳國誠                                   |
| 四十四中 (2014-15) | 澄       | 張秀賢  | 黃嘉輝∗ | 方志信     | 馮世傑         | 石姵妍∗         | 司徒子朗 | 王丹妮         | (常務)鄧逸軒、孫林、柯文龍、陳彥文、楊俊康                                                               |
| 四十五中 (2015-16) | 野草     | 王澄烽  | 孔浩名  | 郭翠瑩*    | 陳洛軒         | 于沛川          | 陳旻羲*  | 李懿恩         | (常務)鄧境彤、黃健朗*、陳帝羲、鄭凱澄、(非常務)陳國誠                                                    |
| 四十六中 (2016-17) | 星火     | 周竪峰  | 潘智鍵∞ | 黃梓甄     | 梁頌恩         | 陳兆濤          | 袁德智*  | 朱喬雋         | (常務)黃于喬、賴珮珊、黎學年、(非常務)譚肇豐、姜偉耀                                                     |
| 四十七中 (2017-18) | 山鳴     | 區子灝  | 李振勇  | 朱安妮     | 姚浩鑫         | 杜浚銘          | 李文耀   | 鄧智仁         | (常務)鍾嘉豪、吳穎豪、邱亮綺                                                                             |
| 四十八中 (2018-19) | 凌霜     | 區倬僖  | 吳文灝  | 陳偉霖     | 葉承天         | 佘俊謙          | 李振勇   | 姚浩鑫         | (常務)李柏言、羅莊寶、許美娥、李文耀                                                                     |

^為任內總辭
∗後為學聯秘書處或代表會職員
∞後為代表會主席

### 代表會
| 屆期           | 代表會職員會 | 代表會職員會 | 代表會職員會 | 代表會職員會         | 章則委員會      | 章則委員會      | 監察及申訴委員會 | 監察及申訴委員會 | 財務委員會      | 財務委員會 | 屬下團體委員會 | 屬下團體委員會 | 屬下團體資源 分配委員會 | 屬下團體資源 分配委員會 | 選舉委員會 | 選舉委員會 | 檔案管理 委員會 | 檔案管理 委員會 |
| 屆期           | 主席         | 副主席       | 秘書長       | 總務                 | 主席            | 秘書            | 主席             | 秘書             | 主席            | 秘書       | 主席           | 秘書           | 主席                    | 秘書                    | 主席       | 秘書       | 主席            | 秘書            |
| 29 (1999-2000) | 黃世澤       |              |              |                      |                 |                 |                  |                  |                 |            |                |                |                         |                         |            |            |                 |                 |
| 38 (2008-09)   | 吳銘基       | 陳玉峰       | 鄭梓聰       | 吳嘉倫               |                 |                 |                  |                  |                 |            |                |                |                         |                         | 張少聰     |            |                 |                 |
| 39 (2009-10)   | 關智銘       | 張煜鑫       | 陳秉鳳       |                      |                 |                 |                  |                  |                 |            |                |                |                         |                         |            |            |                 |                 |
| 40 (2010-11)   | 鄭樂捷       |              |              |                      |                 |                 |                  |                  |                 |            |                |                |                         |                         |            |            |                 |                 |
| 41 (2011-12)   | 鄭智浩       | 譚家博       |              |                      |                 |                 |                  |                  |                 |            |                |                |                         |                         |            |            |                 |                 |
| 42 (2012-13)   | 王海平       | 陳振華       | 林慧嫻       | 吳嘉豪               | 黎銘澤‡→ 呂子健 | 呂子健‡→ 黃凱婷 | 譚家博           | 丁國安           | 岑崇尚          | 曹安娜     | 李思兒         | 劉玉龍         | 李曉欣‡→ 王海平         | 陳嘉濠                  | 邱卓然     | 陳柏泉^    |                 |                 |
| 43 (2013-14)   | 陳藝強       | 陳振華       | 陳浚豪       | 林洛生               | 陳振華          | 林洛生          | 尤思聰           | 陳盈             | 吳碩軒          | 龔振祺     | 方敏聰         | 伍松園         | 麥尚恩                  | 陳達仁^                 | 陳浚豪     | 劉俊康^    |                 |                 |
| 44 (2014-15)   | 江學智       | 林洛生       | 鄺欣然       | 梁瀞允               | (從缺)          | (從缺)          | 陳達仁           | 梁瀞允           | 李軒朗          | 梁瀞允     | 陳達仁         | 陳彥文^        | 江學智                  | 鄧逸軒^                 | 鄺欣然     | 楊俊康^    |                 |                 |
| 45 (2015-16)   | 李軒朗       | 張秀賢       | 梁筱琁       | 陶健衡 陳慧明 馮世傑 | 梁浩然          | 管致行          | 鄺欣然           | 何澔楊           | 羅煒岐‡→ 林煒傑 | 陶健衡     | 張秀賢         | 于沛川^        | 關顥揚                  | 李軒朗                  | 劉子康     | 鄭凱澄^    |                 |                 |
| 46 (2016-17)   | 何澔楊       | 林煒傑       | 王立欣       | 李詠祺 麥浩頤 關顥揚 | 李軒朗‡→ 關顥揚 | 杜森宇          | 關顥揚           | 王立欣           | 林煒傑          | 關顥揚‡    | 鄧曉鋒         | 蔡文浩^        | 莊成斌                  | 關顥揚                  | 李詠祺     | 余嘉浩^‡   |                 |                 |
| 47 (2017-18)   | 潘智鍵       | 姜偉耀       | 黃梓甄       | 杜森宇 葉子軒 莊成斌 | 莊成斌          | 謝煒洛          | 孫昊賢           | 姜偉耀           | 關顥揚‡→莊成斌  | 陳芷彤     | 招晉賢‡→潘智鍵 | （暫缺）       | 梁俊傑                  | 冼朗程^                 | 姜偉耀     | （暫缺）   | （暫缺）        | （暫缺）        |
| 48 (2018-19)   | 孫昊賢       | 梁兆俊       | 李俊瑋       | 王浩鏘 梁俊傑 謝煒洛 | 梁俊傑          | 梁兆俊          | 李嘉華           | 韋有稷           | 劉觀明          | 梁家駿     | 謝煒洛‡→梁馨駿 | 佘浚謙^        | 莫斯然                  | 朱穎欣                  | 梁兆俊     | （暫缺）   | （暫缺）        | （暫缺）        |
| 49 (2019-20)   | 容煒然       | 袁煒奇       | 司徒浩豐‡→   | 林安生               | 梁馨駿          | 程思源          | 劉觀明           | Robin ALBRECHT   | 程思源          | 王子雨     | 梁馨駿         | 佘浚謙^        | （暫缺）                | （暫缺）                | 彭駿一     | 陳浩然     | （暫缺）        | （暫缺）        |
| 50 (2020-21)   |              |              | ‡            |                      |                 | ‡               |                  |                  | ‡               |            |                |                |                         |                         |            |            |                 |                 |
| 51 (2021-22)   |              |              |              |                      |                 |                 |                  |                  |                 |            |                |                |                         |                         |            |            |                 |                 |

^以幹事會幹事或其他身份擔任有關職務，而非應屆代表會代表。 ‡ 任內辭職或被代表會免去職務。

### 司法委員會
| 司法委員姓名 | 所屬法庭 | 上任日期   | 離任日期   | 備註                                                           |
| 孫晧邦       | 上訴庭   | 2017-04-01 | 2018-07-31 | 於2017年4月4日至2018年4月3日為首席司法委員，兼任原訟庭司法委員 |
| 劉朗軒       | 上訴庭   | 2017-04-01 |            |                                                                |
| 譚肇豐       | 上訴庭   | 2017-04-01 | 2018-07-31 |                                                                |
| 蔡仲文       | 上訴庭   | 2017-04-01 | 2018-07-31 |                                                                |
| 黎學年       | 原訟庭   | 2017-04-01 |            | 由2018-05-23起為首席司法委員，兼任上訴庭司法委員               |
| 李守賢       | 原訟庭   | 2017-04-01 | 2017-07-31 | 在任期間，兼任司法常務長                                       |
| 吳斐琛       | 原訟庭   | 2017-04-01 | 2018-06-30 |                                                                |
| 關迪軒       | 原訟庭   | 2017-07-01 |            |                                                                |
| 王立欣       | 上訴庭   | 2017-09-01 | 2018-07-31 | 於2017年8月1日至2018年7月31日期間，兼任司法常務長              |
| 陳浩誠       | 原訟庭   | 2017-09-01 | 2018-07-31 |                                                                |
| 關顥揚       | 原訟庭   | 2017-09-01 |            |                                                                |
| 姜偉耀       | 上訴庭   | 2018-04-21 | 2018-07-31 |                                                                |
| 梁峻瑜       | 原訟庭   | 2018-04-21 |            |                                                                |
| 李文耀       | 上訴庭   | 2018-07-14 |            |                                                                |
| 冼朗程       | 原訟庭   | 2018-07-14 |            |                                                                |
| 黃千愉       | 原訟庭   | 2018-07-14 |            |                                                                |

## 學生會屬會
香港中文大學學生會的屬會（但深圳分校的42個學生團體，不是中大學生會屬會）每年向學生會代表會註冊。截至2015年5月5日，學生會下設有4個院會，59個系會，96個屬會及認可會社，合共159個屬下團體。

## 學生會解散
2021年10月7日，中大學生會上午在社交平台宣布解散的決定，自2021年2月校方宣布停止代收學生會會費，並要求學生會向政府獨立註冊，在徵詢專業法律意見後，大律師建議學生會不需要獨立註冊，學生會9月10日召開聯席會議，接納學生會代表會全體代表請辭及解散學生會議案。學生會感謝中大同學及社會各界同行，學生會雖已解散，但中大人仍在。
校內的學生會「民主牆」同日遭圍封。民主牆張貼學生會解散的聲明，外圍則被多個鐵馬圍封，鐵馬標記為中大物業管理處。中大師生中心管理委員會公告指，2021年9月已經通過文化廣場報告板即是民主牆的改善工程，報告板至11月暫停使用。
中大校方對學生會決定主動解散感到遺憾。中大校方表示一直與學生會保持雙向而有序的溝通，建議學生會按照社團條例或公司條例進行註冊，以確保學生會能夠依法運作。在過渡期間，中大學生事務處將處理由學生會負責的相關服務。
有學生對中大學生會宣布解散感到突然和傷感，但屬於意料之中，擔心學系幹事會將失去支援，亦有學生批評校方圍封「民主牆」，是進一步扼殺言論自由。
曾任中大學生會會長的中大政治與行政學系高級講師蔡子強感到相當意外和傷感。學生會有半個世紀的悠久歷史，很多重要歷史關口，都見到中大學生會身影，例如1989年北京出現中大學生會橫額，而至反修例運動等，這段歷史或角色將在學生會解散之後一筆勾銷。蔡子強認為，學生永遠是社會上比較獨立的聲音，從理念和原則表達意見，很多時看法前衛、走在時代前面，可以是錯，但有助刺激各方面思考，缺少這種聲音，社會可能更加清一色、一元化。蔡子強指出，香港面對公民社會的瓦解，不同院校都提出學生會自行收會費和獨立註冊，擔心是否個別院校政策，抑或不同院校都受到類似壓力，隨著中大學生會解散，蔡子強憂慮其他院校學生會出現骨牌效應。
2021年11月7日，中大學生會司法委員會裁定中文大學學生會代表會及/或學生會聯席會議解散學生會之宣告違憲並無效，且宣布中文大學學生會聯席會議應該重啟學生會職務。

## 外部連結
- 香港中文大學學生會網頁（页面存档备份，存于）
- 中大學生會 CUSU - Facebook 專頁（页面存档备份，存于）
- 香港中文大學學生會代表會網頁[]
- 香港中文大學學生會司法委員會網頁（页面存档备份，存于）